# Estádio General Nicolau Fico
Estádio General Nicolau Fico – stadion piłkarski, w Pelotas, Rio Grande do Sul, Brazylia, na którym swoje mecze rozgrywa klub Grêmio Atlético Farroupilha.